# Sapožkovskij rajon
Il Sapožkovskij rajon (in russo Сапожковский район?) è un rajon dell'Oblast' di Rjazan', nella Russia europea; il capoluogo è Sapožok. Istituito nel 1929, ricopre una superficie di 960 chilometri quadrati ed ospita una popolazione di circa 11.000 abitanti.